# Too Funky
Too Funky is een nummer van de Britse zanger George Michael. Het nummer werd uitgebracht in 1992.

## Achtergrond
Too Funky was Michaels laatste single in dienst van Sony Music, voordat hij dit contract legaal kon laten ontbinden. Het nummer was oorspronkelijk bedoeld voor het album Listen Without Prejudice volume 2, de opvolger van volume 1, maar dit album werd nooit uitgebracht vanwege het conflict met Sony. In plaats daarvan kreeg Michael het idee het nummer samen met drie andere nummers te doneren aan het project Red Hot + Dance, waarbij de opbrengsten naar het Aids Fonds zouden gaan. Michael doneerde ook de royalty's aan dezelfde organisatie. Too Funky is niet terug te vinden op een van de studioalbums van Michael, maar verscheen wel op zijn verzamelalbum Ladies & Gentlemen: The Best Of George Michael.

## Tekst en betekenis
Het nummer is letterlijk een dierlijke pleidooi van Michael voor seksuele activiteit met een individu. Muzikaal gezien is Too Funky het meest uptempo nummer wat hij uitbracht sinds Faith, bijna vijf jaar eerder.
Het nummer bevat een sample uit The Graduate. Het nummer begint met de zin "Would you like me to seduce you? Is that what you're trying to tell me", uitgesproken door Anne Bancroft. Deze zin werd herhaald tijdens het einde van het nummer, waarna het nummer eindigt met een sample uit de BBC sitcom Hancock's Half Hour, de zin "Will you stop playing with that radio of yours? I'm trying to get to sleep!".

## Videoclip
In de videoclip van Too Funky is George Michael te zien als regisseur die een aantal supermodellen filmt. De clip is daarom te vergelijke met die van zijn single Freedom '90 uit 1990. De modellen in het nummer zijn onder meer Julie Newmar, Linda Evangelista, Tyra Banks, Beverly Peele, Nadja Auermann, Emma Sjöberg, Rossy de Palma en Estelle Hallyday.

## Hitnotering
| Too Funky in de Nederlandse Top 40 - binnen: 20 juni 1992 | Too Funky in de Nederlandse Top 40 - binnen: 20 juni 1992 | Too Funky in de Nederlandse Top 40 - binnen: 20 juni 1992 | Too Funky in de Nederlandse Top 40 - binnen: 20 juni 1992 | Too Funky in de Nederlandse Top 40 - binnen: 20 juni 1992 | Too Funky in de Nederlandse Top 40 - binnen: 20 juni 1992 | Too Funky in de Nederlandse Top 40 - binnen: 20 juni 1992 | Too Funky in de Nederlandse Top 40 - binnen: 20 juni 1992 | Too Funky in de Nederlandse Top 40 - binnen: 20 juni 1992 | Too Funky in de Nederlandse Top 40 - binnen: 20 juni 1992 |
| Week                                                      | 1                                                         | 2                                                         | 3                                                         | 4                                                         | 5                                                         | 6                                                         | 7                                                         | 8                                                         | 9                                                         |
| --------------------------------------------------------- | --------------------------------------------------------- | --------------------------------------------------------- | --------------------------------------------------------- | --------------------------------------------------------- | --------------------------------------------------------- | --------------------------------------------------------- | --------------------------------------------------------- | --------------------------------------------------------- | --------------------------------------------------------- |
| Nummer                                                    | 15                                                        | 9                                                         | 3                                                         | 3                                                         | 5                                                         | 10                                                        | 18                                                        | 34                                                        | uit                                                       |

## Tracklist

### Cd-single
1. Too Funky (Extended) - 5:01
2. Crazyman Dance (Extended) - 6:00
3. Too Funky - 3:45

### 7" single
1. Too Funky - 4:45
2. Crazyman Dance - 3:34

### 12" single
1. Too Funky (Extended) - 5:01
2. Crazyman Dance (Extended) - 6:00